# Douvres-la-Délivrande
Douvres-la-Délivrande é uma comuna francesa na região administrativa da Normandia, no departamento Calvados. Estende-se por uma área de 10,71 km². Em 2010 a comuna tinha 5 203 habitantes (densidade: 485,8 hab./km²).

## População
| Ano  | Pop.  | ±%     |
| ---- | ----- | ------ |
| 1962 | 1,821 | —      |
| 1968 | 1,916 | +5.2%  |
| 1975 | 2,356 | +23.0% |
| 1982 | 2,877 | +22.1% |
| 1990 | 3,983 | +38.4% |
| 1999 | 4,809 | +20.7% |
| 2008 | 4,891 | +1.7%  |

## Cidades irmãs
- Oerlenbach, Alemanha, desde 2003
- Axminster, Reino unido, Desde 1999